# Tūrpākhlū
Tūrpākhlū (persiska: تُوپراخلو, تُرپاخلو, تَرپَخلُّ, تورپاخلو, Towprākhlū) är en ort i Iran.   Den ligger i provinsen Zanjan, i den nordvästra delen av landet, 250 km väster om huvudstaden Teheran. Tūrpākhlū ligger 1 955 meter över havet och antalet invånare är 376.
Terrängen runt Tūrpākhlū är kuperad söderut, men norrut är den platt. Runt Tūrpākhlū är det ganska glesbefolkat, med 34 invånare per kvadratkilometer. Närmaste större samhälle är Qīdar, 16,3 km norr om Tūrpākhlū. Trakten runt Tūrpākhlū består i huvudsak av gräsmarker.